# Nkwene
Nkwene – inkhundla w dystrykcie Shiselweni w Królestwie Eswatini. 
Według spisu powszechnego ludności z 2007 roku, Nkwene miało powierzchnię 271 km² i zamieszkiwało je 7167 mieszkańców. Dzieci i młodzież w wieku do 14 lat stanowiły ponad połowę populacji (3799 osób). W całym inkhundla znajdowało się wówczas dziesięć szkół podstawowych i jedna placówka medyczna.
W 2007 roku Nkwene dzieliło się na sześć imiphakatsi: Ebuseleni, Hlobane, Kagwebu, Kuphumleni, Nhlalabantfu i Sigcineni. W 2020 roku Nkwene składało się z czterech imiphakatsi: Buseleni, Hlobane, Kuphumleni i Nkwene. Przedstawicielem inkhundla w Izbie Zgromadzeń Eswatini był wówczas Vulimpompi Nhleko.